# Kupusina
Kupusina (srp.: Купусина, mađ.: Bácskertes, nje.: ) je selo u općini Apatin.

## Zemljopisni položaj
Nalazi se u zapadnobačkom okrugu u autonomnoj pokrajini Vojvodini, Srbija.

## Povijest
Prvi put se spominje 1699. u jednom popisu gdje je bila navedena zajedno s drugim selima Bačko-bodroške županije kojoj je pripadala, no izvori ju spominju i prije mohačke bitke. U službenim mađarskim dokumentima je nosila ime Bácskertes, a od 1904. do 1918. Kupuszina.
Stephanus Katona je 1800. zabilježio da su svi stanovnici Kupusine katolici mađarske, slovačke i "ilirske" nacionalnosti. István Iványi je u svom djelu iz 1909. zabilježio da su stanovnici Mađari i "tót és dalmat lakossag".

## Stanovništvo
U selu, po popisu stanovništva iz 2002., živi 2356 stanovnika.
Narodnosni sastav po popisu 2002. je: 
- Mađari = 1857 (78,82%)
- Srbi = 279 (11,84%)
- ostali.

U selu većinsku narodnosnu zajednicu čine Mađari.
Na sjednici Skupštine općine Apatin od lipnja 2006., mađarski jezik je dobio status službenog jezika u Kupusini. Dotada je samo srpski jezik imao taj status, iako su Mađari sve vrijeme činili 78% stanovnika u Kupusini.
31. siječnja 2007., apatinska općinska skupština svojim je nacionalnim manjinama (na razini Vojvodine) omogućila da u Kupusini i Sonti hrvatski i mađarski budu u upotrebi u administraciji i u školama. Isto još nije omogućeno za službena glasila.

### Povijesna naseljenost
- 1961.: 3133
- 1971.: 3063
- 1981.: 2694
- 1991.: 2500
- 2002.: 2356

## Vanjske poveznice
- Kupusina  Arhivirana inačica izvorne stranice od 11. travnja 2008. (Wayback Machine)
- www.kupusina.org.yu  Arhivirana inačica izvorne stranice od 21. veljače 2009. (Wayback Machine)